# 翼柄厚喙菊
翼柄厚喙菊（学名：Dubyaea pteropoda）是菊科厚喙菊属的植物。分布在尼泊尔以及中国大陆的西藏、云南等地，生长于海拔3,100米至3,800米的地区，一般生长在混交林下、高山草甸或灌丛中，目前尚未由人工引种栽培。